# Museo de Telas Medievales de Burgos
El museo de Telas Medievales, situado en el Monasterio de las Huelgas Reales, en la ciudad de Burgos (España), es un museo que alberga indumentaria civil medieval femenina, masculina e infantil de los siglos xi, xii, y xiii.
Debido a la alto grado de conservación, la riqueza de las piezas y su antigua datación, es considerado el museo más importante del mundo de estas características. La conservadora de textil de Patrimonio Real, Concha Herrero, afirma que es el único conjunto de indumentaria civil medieval perfectamente datado. Esta afirmación tuvo lugar durante la inauguración de la reapertura de este espacio que ha ganado espacio, pasando de los 240 m² hasta los  400 m², además de sumar nuevas piezas.
Aunque el conjunto de piezas encontradas está formado por unos trescientos elementos, la exposición está formada por 51 piezas sobre las que se ha realizado una exhaustiva tarea de restauración y limpieza. El sorprendente buen estado de conservación de los tejidos, se atribuye a la alta calidad de la seda, que ha permitido su conservación pese al estado de podredumbre del interior de los sepulcros.
Una de las piezas que más llamativas y de gran valor histórico es el mal llamado Pendón de Las Navas de Tolosa. Se trata de una pieza de grandes dimensiones tejida en telar, de manera que la tela y el dibujo se conformaron de forma simultánea. La tradición sostuvo por mucho tiempo que estuvo en el frontal de la tienda de campaña del sultán árabe Muhámmad an-Násir, al que derrotó Alfonso VIII de Castilla en la batalla de Las Navas de Tolosa. Sin embargo, el célebre pendón de las Navas de Tolosa fue un trofeo conseguido por Fernando III de Castilla en la conquista del valle del Guadalquivir a mediados del siglo xiii. En cualquier caso, se trata de un tapiz almohade del siglo xiii con inscripciones e iconografías árabes.

## Contenido
El museo de Telas Medievales, inaugurado en 1987 y reabierto en 2008 tras una ampliación que casi ha duplicado su espacio expositivo, se encuentra en el monasterio de Santa María la Real de Las Huelgas, abadía cisterciense fundada por Alfonso VIII y Leonor de Plantagenet en 1187 y convertida en panteón real. Ocupa el espacio correspondiente a la antigua cilla o almacén de grano del monasterio. Por ello, en uno de sus muros, podemos ver las tolvas por donde caía el grano desde la troje, lugar situado sobre la cilla donde se depositaba el cereal que entregaban los renteros de la abadía.
En el museo de Telas Medievales, se expone la mejor colección existente de tejidos civiles de la Edad Media, reconocida internacionalmente como tal.

### Procedencia de las piezas
Las piezas expuestas en el Museo de Telas Medievales proceden fundamentalmente de los ajuares funerarios de los reyes e infantes de Castilla de los siglos xii, xiii y xiv enterrados en este monasterio. Concretamente, las piezas más importantes se hallaron en los sepulcros de los siguientes personajes:
- Alfonso VIII de Castilla (1155-1214). Rey de Castilla (1158-1214), hijo de Sancho III de Castilla y Blanca de Navarra.
- Leonor de Plantagenet (1161-1214). Hija de Enrique II de Inglaterra y Leonor de Aquitania, hermana de Ricardo Corazón de León y Juan sin Tierra, esposa de Alfonso VIII.
- Enrique I de Castilla (1204-1217). Rey de Castilla (1214-1217), hijo menor de Alfonso VIII y Leonor de Plantagenet.
- Berenguela de Castilla (1180-1246). Reina de Castilla (1217), hija primogénita de Alfonso VIII y Leonor de Plantagenet, madre de Fernando III de Castilla y León.
- Leonor de Castilla (1202-1244). Infanta de Castilla, hija menor de Alfonso VIII y Leonor de Plantagenet, esposa de Jaime I de Aragón.
- Fernando de la Cerda (1255-1275). Infante de Castilla, hijo primogénito de Alfonso X de Castilla y Violante de Aragón.
- Alfonso de la Cerda (1270-1333). Infante de Castilla, hijo primogénito de Fernando de la Cerda y Blanca de Francia.
- María de Almenar (después de 1196). Hija del conde Armengol VI de Urgel y de Elvira Rodríguez de Lara.

### Piezas más destacadas
Las piezas más destacadas del Museo de Telas Medievales son las siguientes:
- Pendón de las Navas de Tolosa (primera mitad del siglo xiii).[4] Es la pieza de mayor importancia del museo y la obra cumbre de la tapicería hispanomusulmana. Tradicionalmente se consideró que fue el botín que obtuvo Alfonso VIII al derrotar al califa almohade An-Nasir en la batalla de las Navas de Tolosa (1212), pero es un estandarte, también almohade, obtenido por Fernando III de Castilla en la conquista del valle del Guadalquivir.[2][3] Se trata de un tapiz almohade excepcional, de 326 por 222 centímetros, tejido con hilos de oro sobre sedas de gran colorido. El motivo compositivo central es una estrella de ocho puntas inscrita en un círculo, en torno al cual hay cuatro triángulos, que convierten el tema central del tapiz en un cuadrado. Esta composición aparece encuadrada a su vez por cuatro cenefas con inscripciones cúficas correspondientes a aleyas o citas coránicas y estrellas de lacería en las esquinas. En la parte superior del tapiz, destaca otra gran cenefa con cita coránica. En la parte inferior, rematan el tapiz ocho círculos con restos de inscripciones cúficas.[4]

- Fragmento del manto de Alfonso VIII (hacia 1155-1214). En tafetán de seda verde, sembrado de escudos rojos con castillos de oro.

- Manto de Fernando de la Cerda (hacia 1255-1275).[5] En brocado de seda e hilos entorchados de oro y plata, con decoración heráldica a base de escudos cuartelados con castillos y leones rampantes. Se trata de un buen ejemplo de manto medieval desarrollado conforme a un patrón semicircular. El ajuar funerario de Fernando de la Cerda es, sin duda, el conjunto más espectacular que se exhibe, ya que no fue expoliado durante la ocupación francesa (1808-1813).

- Saya de Leonor de Castilla (hacia 1244).[6] En lampazo de tonos verdosos, con decoración geométrica y vegetal.

- Saya de Fernando de la Cerda (hacia 1255-1275). Del mismo brocado y decoración que su manto.

- Pellote de Enrique I (hacia 1204-1217).[7] En tafetán de seda carmesí, presenta su parte inferior decorada con farpas.

- Pellote de Leonor de Castilla (hacia 1244)[8]. Con la misma decoración que su saya, pero con dos franjas con inscripciones cúficas en la parte inferior.

- Pellote de Fernando de la Cerda (hacia 1255-1275).[9] Se repite la factura de manto y saya.

- Birrete de Fernando de la Cerda (anterior a 1275).[9] Bordado con aljófares, corales y vidrios. Guarnición de oro y engastes de zafiros y granates.

- Cofia de Fernando, infante de Castilla,[10] hijo primogénito de Alfonso VIII y Leonor de Plantagenet (hacia 1189-1211). De tapiz de tipo almohade, tejido con seda blanca y azul e hilos entorchados de oro de gran pureza.[10]

- Almohada de María de Almenar (primera mitad del siglo xiii).[11] Se trata de un brocado árabe del período almorávide, en tafetán mixto, destacando la franja central, que presenta una decoración a base de esquemas fitomórficos simétricos.

- Almohada de Leonor de Castilla (hacia 1244).[12] Con una gran tira central de tapicería de tipo almohade en tafetán de seda y oro. Probablemente se trate de una pieza granadina.

- Almohada de Berenguela de Castilla (hacia 1180-1246).[13] En tafetán carmesí, presentando decoraciones incrustadas de tapicería, entre las que destaca el gran medallón central. Éste está formado por una corona con inscripción árabe en letra cursiva que enmarca las figuras de dos danzarinas enfrentadas en torno a un esquemático árbol de la vida. Esta decoración es propia del arte copto.

- Cinturón de Fernando de la Cerda (hacia 1255-1260).[14] Es una pieza extraordinaria, de una altísima calidad. Cruzado sobre el hombro, servía de sostén a la espada. Destaca la hebilla, de plata dorada, con escudos esmaltados con las armas de casas europeas, fundamentalmente francesas, y engastes de zafiros, perlas y cornalina. Probablemente se trate de un regalo de algún noble francés.

- Espada de combate de Fernando de la Cerda (hacia 1255-1275). Se trata de la única espada exclusivamente de guerra de este período que se conserva en España. Se corresponde con un tipo de gran difusión en toda Europa entre mediados del siglo xiii y mediados del xiv.

- Cruz de las Navas de Tolosa (siglo xiii, con modificaciones posteriores). La tradición dice que sería la cruz que llevó el arzobispo Rodrigo Ximénez de Rada en la batalla de las Navas de Tolosa y que Alfonso VIII habría donado al monasterio. También destaca el estuche de cuero repujado donde se guarda.[15]

## Horario
- De martes a sábado: de 10.00 a 13.00 horas y de 15.45 a 17.30 horas.
- Domingos y festivos: de 10.30 a 14.00 horas.
- Lunes, cerrado.

## Localización
- Dirección: Calle de Los Compases, s/n - 09001 Burgos
- Teléfono: 947 20 16 30
- Fax: 947 27 97 29